# Великодубравська сільська адміністрація
Великодубра́вська сільська адміністрація (каз. Большие Дубравы ауылдық әкімдігі, рос. Большедубравская сельская администрация) — адміністративна одиниця у складі Сарикольського району Костанайської області Казахстану. Адміністративний центр та єдиний населений пункт — село Великі Дубрави.
Населення — 459 осіб (2021; 869 у 2009, 1258 у 1999, 1809 у 1989).
Станом на 1989 рік існувала Лісна сільська рада (села Великі Дубрави, Єнбек, Ковалевка, селище Аксу). Село Аксу було ліквідоване 2010 року, село Єнбек — 2012 року, село Ковалевка — 2017 року. 2019 року Лісний сільський округ перетворено в сільську адміністрацію.

## Склад
До складу адміністрації входять такі населені пункти:
| Населений пункт      | Старі назви | Населення, осіб (1989) | Населення, осіб (1999) | Населення, осіб (2009) | Населення, осіб (2021) |
| -------------------- | ----------- | ---------------------- | ---------------------- | ---------------------- | ---------------------- |
| Аксу, село           | -           | 84                     | 64                     | 44                     | -                      |
| Великі Дубрави, село | -           | 1380                   | 991                    | 790                    | 459                    |
| Єнбек, село          | -           | 130                    | 48                     | 23                     | -                      |
| Ковалевка, село      | -           | 215                    | 155                    | 12                     | -                      |